# Comuna Svetvinčenat, Istria
Svetvinčenat este o comună în cantonul Istria, Croația, având o populație de 2.202 locuitori (2011).

## Demografie
Componența etnică a comunei Svetvinčenat
     Croați (65,89%)
     Italieni (1,82%)
     Necunoscut (0,41%)
     Neclasificat (31,38%)
Componența confesională a comunei Svetvinčenat
     Catolici (92,92%)
     Fără religie și atei (2,18%)
     Musulmani (1,63%)
     Necunoscută (1,86%)
     Alte religii (1,41%)
Conform recensământului din 2011, comuna Svetvinčenat avea 2.202 locuitori. Din punct de vedere etnic, majoritatea locuitorilor (65,89%) erau croați, existând și minorități de afiliați religios (28,7%) și italieni (1,82%). Apartenența etnică nu este cunoscută în cazul a 0,41% din locuitori. Din punct de vedere confesional, majoritatea locuitorilor (92,92%) erau catolici, existând și minorități de persoane fără religie și atei (2,18%) și musulmani (1,63%). Pentru 1,86% din locuitori nu este cunoscută apartenența confesională.